# Klaus Beckmann (Wirtschaftswissenschaftler)
Klaus B. Beckmann (* 11. November 1965 in Solingen) ist ein deutscher Volkswirt und seit April 2018 Präsident der Helmut-Schmidt-Universität/Universität der Bundeswehr Hamburg in Hamburg.

## Biographie
Beckmann machte 1984 das Abitur am Humboldt-Gymnasium Solingen. Anschließend diente er zwei Jahre in der Bundeswehr als Soldat auf Zeit im Panzerbataillon 33 in Neustadt am Rübenberge. Er durchlief als Reserveoffizieranwärter die Offizierausbildung zum Offizier des Truppendienstes der Reserve der Panzertruppe. Ab 1986 studierte Beckmann Volkswirtschaftslehre an der Universität Passau. Das Studium schloss er 1991 mit dem Diplom ab. Nach dem Studium wurde er dort zunächst wissenschaftlicher Mitarbeiter, dann wissenschaftlicher Assistent am Lehrstuhl für Finanzwissenschaft (bei Reinar Lüdeke). 1998 folgte die Promotion zum Dr. rer. pol. über die „analytischen Grundlagen der Finanzverfassung“ und 2002 die Habilitation mit einer Schrift über Steuerhinterziehung.
2002 wechselte Beckmann an die Universität Bayreuth und wurde von dort zur Übernahme des Lehrstuhls für Finanzwissenschaft 2002 an die neu gegründete Andrássy Universität Budapest entsandt, wo er 2002 und 2003 Dozent war. Nach einer weiteren Habilitation an der Corvinus-Universität Budapest wurde er 2003 Professor (ungarischen Rechts) an der Andrássy Universität und war von 2003 bis 2006 deren Vizerektor.
Beckmann folgte 2006 einen Ruf an die Helmut-Schmidt-Universität/Universität der Bundeswehr Hamburg, wo er am 11. Oktober 2006 die Professur für Finanzwissenschaft im Fachbereich Wirtschafts- und Organisationswissenschaften übernahm. Von 2009 bis 2013 war er Vizepräsident für Lehre an der Universität, bevor er im April 2018 Präsident der Helmut-Schmidt-Universität/Universität der Bundeswehr Hamburg wurde.
Im Rahmen der Teildisziplin der „Public Economics“ liegt sein Schwerpunkt in Fragen der Steuerkonkurrenz, der Steuerhinterziehung, der Besteuerung von Vermögen und der europäischen Finanzverfassung; daneben beschäftigt er sich mit Bildungsökonomik, insbesondere Hochschulökonomik, und Sicherheitsökonomik. Seine Arbeit ist durch eine Verbindung von mikroökonomisch-finanztheoretischen und institutionenökonomischen Methoden geprägt, dabei werden grundsätzlich ordnungs- und institutionenökonomische Ansätze weit stärker als in der deutschen Tradition üblich mit mathematisch-formalen und empirischen Methoden verbunden.
Beckmann ist Reserveoffizier der Heeres und wurde 2016 zum Oberst der Reserve ernannt.
Beckmann ist Mitglied im bildungsökonomischen und finanzwissenschaftlichen Ausschuss beim Verein für Sozialpolitik. Er war im Vorstand der Scottish Economic Society und von 2011 bis 2014 deren erster ausländischer Präsident.

## Auszeichnungen
Beckmann wurde 2007 zum Ehrensenator der Andrássy-Universität ernannt. 2002 wurde er mit dem Preis für gute Lehre (2001) des Bayerischen Staatsministeriums für Forschung, Wissenschaft und Kunst ausgezeichnet. Zwei Jahre zuvor erhielt er den OBAG-Kulturpreis. Für seine militärischen Leistungen wurde er 1997 mit dem Ehrenkreuz der Bundeswehr in Silber ausgezeichnet.
2023 erhielt Beckmann den Ordre national du Mérite (Chevalier) der Französischen Republik.

## Publikationen
- Analytische Grundlagen einer Finanzverfassung, Regelbegründungen und Regelbindungsprobleme aus finanzwissenschaftlicher Perspektive. Lang, Basel u. a. 1998.
- Steuerhinterziehung, Individuelle Entscheidungen und finanztheoretische Konsequenzen. Mohr, Tübingen 2003.
- Als Hrsg. mit Martin Werding und Thomas Mohrs: Individuum versus Kollektiv: Der Kommunitarismus als „Zauberformel“? Lang, Basel u. a. 2000.
- Als Hrsg. mit Dietmar Meyer und Stefan Okruch: Neuer Wein aus alten Schläuchen? Wirtschaftswissenschaftliche Ansätze jenseits des „Mainstream“. (Schriftenreihe der Andrássy-Universität), Budapest 2003.
- Als Hrsg. mit Jürgen Dieringer und Ulrich Hufeld: Eine Verfassung für Europa. 2. Auflage, Mohr, Tübingen 2005.
- Als Hrsg. mit Hans Süssmuth: Die Europäische Union als Brücke zwischen den Menschen der Adalbert-Länder Ungarn und Slowakei. (Schriftenreihe der Andrássay-Universität), Budapest 2006.

## Privates
Beckmann hat zwei Söhne, ist verheiratet und evangelisch.